# Åkerstjärnen, Dalarna
Åkerstjärnen är en sjö i Falu kommun i Dalarna och ingår i Gavleåns huvudavrinningsområde. Sjön är 5,8 meter djup, har en yta på 0,195 kvadratkilometer och befinner sig 210,1 meter över havet. Vid provfiske har abborre, gädda och mört fångats i sjön.

## Delavrinningsområde
Åkerstjärnen ingår i det delavrinningsområde (672624-151057) som SMHI kallar för Mynnar i Hinsen. Medelhöjden är 260 meter över havet och ytan är 7,11 kvadratkilometer. Det finns inga avrinningsområden uppströms utan avrinningsområdet är högsta punkten. Vattendraget som avvattnar avrinningsområdet har biflödesordning 3, vilket innebär att vattnet flödar genom totalt 3 vattendrag innan det når havet efter 100 kilometer. Avrinningsområdet består mestadels av skog (89 procent). Avrinningsområdet har 0,19 kvadratkilometer vattenytor vilket ger det en sjöprocent på 2,7 procent.